# 酸化リチウム
酸化リチウム（さんかリチウム、lithium oxide）は組成式Li2Oで表されるリチウムの酸化物である。

## 製法
金属リチウムを空気中および酸素中で燃焼させると生成する。他のアルカリ金属と異なり酸素との直接反応では過酸化リチウムLi2O2および超酸化リチウムLiO2は生成しない。
{\displaystyle {\ce {4 Li\ + O2 -> 2 Li2O}}}
銀箔に包んだ無水水酸化リチウムをニッケルボート中で減圧下675℃に加熱分解すると得られる。
{\displaystyle {\ce {2 LiOH -> Li2O\ + H2O}}}
また炭酸リチウムを700℃で50時間減圧下で加熱し分解させても得られる。
{\displaystyle {\ce {Li2CO3 -> Li2O\ + CO2}}}
無水過酸化リチウムをヘリウム中で450℃で6時間加熱し分解させても得られる。
{\displaystyle {\ce {2 Li2O2 -> 2 Li2O\ + O2}}}

## 性質
白色の粉末でリチウムイオンLi+と酸化物イオンO2−からなるイオン結晶であり、他のアルカリ金属酸化物よりも熱力学的に安定で、融点もかなり高い。
水と熱を発して反応し、水酸化リチウムを生成する。
{\displaystyle {\ce {Li2O\ + H2O -> 2 LiOH\ ,}}} {\displaystyle \Delta H=-86.09{\rm {kJ\ mol^{-1}}}}
{\displaystyle {\ce {Li2O\ + H2O -> 2 Li^+(aq)\ + 2 OH^-(aq)\ ,}}} {\displaystyle \Delta H=-133.20{\rm {kJ\ mol^{-1}}}}
水蒸気および二酸化炭素を吸収しやすい。
{\displaystyle {\ce {Li2O\ + CO2 -> Li2CO3}}}

## 結晶構造
__ O2−　　__ Li+
酸化リチウムは酸化カリウムおよび酸化ナトリウムと同様に立方晶系の逆蛍石型構造をとり、リチウムイオンLi+は正四面体4配位、酸化物イオンO2−は立方体8配位となる。その格子定数はa = 4.61Åである。